# Coryphaenoides alateralis
Coryphaenoides alateralis es una especie de pez de la familia Macrouridae en el orden de los Gadiformes.

## Morfología
• Los machos pueden llegar alcanzar los 26,5 cm de longitud total.

## Hábitat
Es un pez de aguas profundas que vive entre 1.035-1.116 m de profundidad.

## Distribución geográfica
Se encuentra en la costa este de los Estados Unidos y del Golfo de México.